# PGC 19228
LEDA/PGC 19228 ist eine Spiralgalaxie vom Hubble-Typ Sb mit aktivem Kern im Sternbild Giraffe am Nordsternhimmel. Sie ist schätzungsweise 176 Millionen Lichtjahre von der Milchstraße entfernt.